# Altusried
Altusried is een gemeente in de Duitse deelstaat Beieren, gelegen in het Landkreis Oberallgäu. De gemeente telt 10.224 inwoners.

## Geografie
De gemeente ligt in een bergachtig regio (Allgäu) en bestaat uit de dorpen: Altusried, Frauenzell, Hohentanners Wald, Kimratshofen, Krugzell en Muthmannshofen.
Frauenzell heeft een kerkje in barokstijl.